# بيتر روجاس
بيتر روجاس (بالإنجليزية: Peter Rojas)‏ هو صحفي أمريكي، ولد في 18 مارس 1975.

## وصلات خارجية
- الموقع الرسمي
- بيتر روجاس على موقع إن إن دي بي (الإنجليزية)